# Márkusháza
Márkusháza (korábban Markusócz, szlovénül: Markišavci, vendül Markiševci, később Markoševci, vagy Markušovci) ) falu  Szlovéniában, Muravidéken, Pomurska régióban. Közigazgatásilag  Muraszombat városi községhez tartozik.

## Fekvése
Muraszombat északi szomszédságában a Lendva bal partján fekszik.

## Története
1365-ben "Markysolch" alakban említik először. Ekkor Széchy Péter fia Miklós dalmát-horvát bán és testvére Domonkos erdélyi püspök kapták királyi adományul illetve cserében a Borsod vármegyei Éleskőért, Miskolcért és tartozékaikért Felsőlendvát és tartozékait, mint a magban szakadt Amadéfi János birtokát. A település a későbbi századokon át is birtokában maradt a családnak. Az 1366-os beiktatás alkalmával részletesebben kerületenként is felsorolják az ide tartozó birtokokat, melyek között a falu "Markuzonch in districtu Sancti Martini" alakban szerepel. A felsőlendvai uradalom szentmártoni kerületéhez tartozott.
Vályi András szerint "MÁRKUSÓCZ. Tót falu Vas Várm. földes Urai több Urak lakosai katolikusok, fekszik Martyánhoz nem meszsze, és annak filiája, határja a’ természetnek szép javaival meg ajándékoztatott."
Fényes Elek szerint " Markusocz, vindus falu, Vas vmegyében: 63 kath., 103 evang. lak. F. u. Zsohár József. Ut. postája Radkersburg."
Vas vármegye monográfiája szerint " Markusháza 41 házzal és 229 ág. ev. és r. kath. vallásu vend, lakossal. Postája és távírója Mura-Szombat. Körjegyzőségi székhely."
1910-ben 191, többségben szlovén lakosa volt, jelentős magyar kisebbséggel. A trianoni békeszerződésig Vas vármegye Muraszombati járásához tartozott. 1919-ben átmenetileg a Vendvidéki Köztársasághoz tartozott. Még ebben az évben a Szerb–Horvát–Szlovén Királysághoz csatolták, ami 1929-től Jugoszlávia nevet vette fel. 1941-ben átmeneti időre ismét Magyarországhoz tartozott, de 1945 után visszakerült jugoszláv fennhatóság alá. 1991 óta a független Szlovénia része. 2002-ben 160 lakosa volt.

## Nevezetességei
A falu kápolnája, melyet a katolikusok és az evangélikusok egyaránt használnak 1993-ban épült a lebontott korábbi kápolna helyén. Oltárképét, mely Krisztus feltámadását ábrázolja Nikolaj Beer akadémiai festő készítette.